# Meijer
Meijer（/ˈmaɪ.ər/，MY-ər）是美國中西部的一家超級市場連鎖店，其公司總部位於密歇根州大急流城都市區的沃克。Meijer公司成立於1934年，該公司因為在1962年首度開創了超級中心（supercenter）概念而聞名。公司的253家門店中約有一半位於密歇根州，另一半位於其他中西部州（伊利諾伊、印第安納、肯塔基、俄亥俄和威斯康星）。該連鎖店在《福布斯》雜誌 2015 年“美國最大的私人公司”榜單中排名第19，在《財富》雜誌 2008 年“美國 35 家最大的私人公司”中排名第19。《Supermarket News》將Meijer在美國和加拿大食品零售商和批發商75強名單中排名第 15。根據 2020 年的收入，Meijer是美國第21大零售商。